# Тоні Відмар
Тоні Відмар (англ. Tony Vidmar, нар. 4 липня 1970, Аделаїда) — австралійський футболіст, що грав на позиції захисника.
Виступав, зокрема, за клуби «НАК Бреда», «Рейнджерс» та «Кардіфф Сіті», а також національну збірну Австралії, у складі якої був учасником Олімпійських ігор 1992 року та трьох Кубків конфедерацій, а також переможцем Кубка націй ОФК 2004 року.

## Клубна кар'єра
Народився 4 липня 1970 року в місті Аделаїда. Вихованець футбольної школи клубу «Аделаїда Сіті». Дорослу футбольну кар'єру розпочав 1989 року в основній команді того ж клубу, в якій провів сім сезонів, взявши участь у 134 матчах чемпіонату і допоміг їй двічі стати чемпіоном Національної футбольної ліги. У 1993 році Тоні отримав досвід в європейському футболі, недовго виступаючи на правах оренди за бельгійський «Жерміналь-Екерен».
У 1995 році Відмар знову повернувся до Європи, підписавши контракт з нідерландським клубом «НАК Бреда». У Ередивізі він відіграв два сезони, відігравши 61 матч, після чого перейшов у шотландський «Рейнджерс». Цей період в кар'єрі Тоні став найяскравішим. З клубом з Глазго він двічі виграв шотландську Прем'єр лігу, тричі завоював Кубок Шотландії і двічі став володарем Кубка Ліги. Гол Відмара у ворота італійської «Парми» у відбірковому раунді Ліги чемпіонів 1999/2000, дозволив «рейнджерам» пробитись в основний турнір.
Після яскравого виступу в Шотландії ним зацікавилися багато англійських клубів і в 2002 році він перейшов в «Мідлсбро» на правах вільного агента. Втім Тоні не зміг завоювати місце в основі «Боро» і був футболістом ротації. Через рік він покинув команду і перейшов в уельский «Кардіфф Сіті», який грав у другому за рівнем дивізіоні Англії. За два роки Тоні став лідером команди і в 2004 році він був визнаний найкращим футболістом року вболівальниками команди.
У 2005 році Відмар повернувся в «Бреду», де відіграв ще один сезон.
У 2006 році він повернувся на батьківщину і став гравцем клубу «Сентрал Кост Марінерс». У 2008 році Тоні допоміг команді посісти друге місце в А-лізі, після чого завершив ігрову кар'єру.

## Виступи за збірні
Протягом 1991—1992 років залучався до складу олімпійської збірної Австралії, з якою взяв участь у Олімпійських іграх 1992 року у Барселоні, посівши з командою 4 місце. Сам Відмар зіграв на турнірі у шести іграх і у поєдинках проти Гани і Данії він забив по голу. Загалом за цю команду зіграв у 16 офіційних матчах, забив 7 голів.
1991 року дебютував в офіційних матчах у складі національної збірної Австралії. 18 червня 1995 року в товариському матчі проти збірної Гани Відмар забив свій перший гол за національну команду.
Разом із братом Ауреліо Відмаром Тоні у складі збірної був учасником Кубка конфедерацій 1997 року у Саудівській Аравії, ставши фіналістом турніру, а потім і Кубка конфедерацій 2001 року в Японії і Південній Кореї, де команда здобула бронзові нагороди. Тоні на обох матчах зіграв максимально можливі 5 матчів.
В подальшому вже без брата, який завершив кар'єру у збірній, Тоні поїхав на домашній Кубок націй ОФК 2004 року, на якому він зіграв 5 матчів і забив гол у фіналі проти збірної Соломонових Островів. Цей результат дозволив Відмару втретє у кар'єрі поїхати на розіграш Кубка конфедерацій 2005 року у Німеччині. На турнірі він зіграв у матчах проти команд Аргентини та Тунісу, а збірна не вийшла з групи.
В кінці того ж року Відмар допоміг збірній вийти на чемпіонат світу, забивши післяматчевий пенальті в матчі міжконтинентального плей-оф проти Уругваю, завдяки якому австралійці вийшли вперед з рахунком 3:1 і в підсумку виграли 4:2 і пробились на мундіаль вперше за 32 роки. Втім на самому чемпіонаті Відмар не зміг зіграти, оскільки 9 травня 2006 року змушений був призупинити футбольну кар'єру з медичних причин, зокрема нерегулярний серцевий ритм. Лікарі виявили, що ця нерегулярність зумовлена тромбом у його лівій коронарній артерії. Після операції в Лондоні Відмар відновив свої виступи, але чемпіонат світу довелось пропустити.
Тоні Відмар оголосив про завершення виступів за збірну після товариського поєдинку проти Парагваю (1:1) 7 жовтня 2006 року. Всього протягом кар'єри у національній команді, яка тривала 16 років, провів у її формі 76 матчів, забивши 3 голи.

## Статистика

### Клубна
| Клуб                  | Сезон   | НФЛ          | НФЛ          | Плей-оф           | Плей-оф           | ОФК  | ОФК   | Інше1 | Інше1 | Всього | Всього |
| Клуб                  | Сезон   | Ігор         | Голів        | Ігор              | Голів             | Ігор | Голів | Ігор  | Голів | Ігор   | Голів  |
| --------------------- | ------- | ------------ | ------------ | ----------------- | ----------------- | ---- | ----- | ----- | ----- | ------ | ------ |
| Аделаїда Сіті         | 1989    | 10           | 1            |                   |                   |      |       |       |       | 10     | 1      |
| Аделаїда Сіті         | 1989–90 | 26           | 4            |                   |                   |      |       |       |       | 26     | 4      |
| Аделаїда Сіті         | 1990–91 | 23           | 3            | 3                 | 0                 |      |       |       |       | 26     | 3      |
| Аделаїда Сіті         | 1991–92 | 20           | 1            | 4                 | 0                 |      |       |       |       | 24     | 1      |
| Аделаїда Сіті         | 1992–93 | 4            | 1            |                   |                   |      |       |       |       | 4      | 1      |
| Аделаїда Сіті         | Всього  | 83           | 10           | 7                 | 0                 | 0    | 0     | 0     | 0     | 90     | 10     |
| Клуб                  | Сезон   | Ліга Жупіле  | Ліга Жупіле  | Кубок Бельгії     | Кубок Бельгії     | УЄФА | УЄФА  | Інше  | Інше  | Всього | Всього |
| Жерміналь-Екерен      | 1992–93 | 9            | 1            |                   |                   |      |       |       |       | 9      | 1      |
| Клуб                  | Сезон   | НФЛ          | НФЛ          | Плей-оф           | Плей-оф           | ОФК  | ОФК   | Інше  | Інше  | Всього | Всього |
| Аделаїда Сіті         | 1993–94 | 22           | 3            | 4                 | 1                 |      |       |       |       | 26     | 4      |
| Аделаїда Сіті         | 1994–95 | 22           | 1            | 2                 | 0                 |      |       |       |       | 24     | 1      |
| Аделаїда Сіті         | Всього  | 127          | 14           | 13                | 1                 | 0    | 0     | 0     | 0     | 140    | 15     |
| Клуб                  | Сезон   | Ередивізі    | Ередивізі    | Кубок Нідерландів | Кубок Нідерландів | УЄФА | УЄФА  | Інше  | Інше  | Всього | Всього |
| НАК Бреда             | 1995–96 | 30           | 2            |                   |                   |      |       |       |       | 30     | 2      |
| НАК Бреда             | 1996–97 | 31           | 2            |                   |                   |      |       |       |       | 31     | 1      |
| НАК Бреда             | Всього  | 61           | 4            | 0                 | 0                 | 0    | 0     | 0     | 0     | 61     | 4      |
| Клуб                  | Сезон   | Прем'єр-ліга | Прем'єр-ліга | Кубок Шотландії   | Кубок Шотландії   | УЄФА | УЄФА  | Інше  | Інше  | Всього | Всього |
| Рейнджерс             | 1997–98 | 12           | 0            |                   |                   | 2    | 0     |       |       | 14     | 0      |
| Рейнджерс             | 1998–99 | 28           | 1            | 1                 | 1                 | 4    | 0     |       |       | 33     | 2      |
| Рейнджерс             | 1999–00 | 27           | 6            | 1                 | 1                 | 5    | 0     |       |       | 33     | 7      |
| Рейнджерс             | 2000–01 | 15           | 1            | 1                 | 0                 | 3    | 0     |       |       | 19     | 1      |
| Рейнджерс             | 2001–02 | 22           | 1            | 4                 | 0                 | 5    | 0     | 3     | 0     | 34     | 1      |
| Рейнджерс             | Всього  | 104          | 9            | 7                 | 2                 | 19   | 0     | 3     | 0     | 133    | 11     |
| Клуб                  | Сезон   | Прем'єр-ліга | Прем'єр-ліга | Кубок Англії      | Кубок Англії      | УЄФА | УЄФА  | Інше  | Інше  | Всього | Всього |
| Мідлсбро              | 2002–03 | 12           | 0            | 1                 | 0                 |      |       | 2     | 0     | 15     | 0      |
| Клуб                  | Сезон   | Чемпіоншип   | Чемпіоншип   | Кубок Англії      | Кубок Англії      | УЄФА | УЄФА  | Інше  | Інше  | Всього | Всього |
| Кардіфф Сіті          | 2003–04 | 45           | 1            | 1                 | 0                 |      |       | 2     | 0     | 48     | 1      |
| Кардіфф Сіті          | 2004–05 | 28           | 1            | 1                 | 0                 |      |       | 4     | 0     | 33     | 1      |
| Кардіфф Сіті          | Всього  | 73           | 2            | 2                 | 0                 | 0    | 0     | 6     | 0     | 81     | 2      |
| Клуб                  | Сезон   | Ередивізі    | Ередивізі    | Кубок Нідерландів | Кубок Нідерландів | УЄФА | УЄФА  | Інше  | Інше  | Всього | Всього |
| НАК Бреда             | 2005–06 | 21           | 0            |                   |                   |      |       |       |       | 21     | 0      |
| НАК Бреда             | Всього  | 82           | 4            | 0                 | 0                 | 0    | 0     | 0     | 0     | 82     | 4      |
| Клуб                  | Сезон   | A-Ліга       | A-Ліга       | Плей-оф           | Плей-оф           | АФК  | АФК   | Інше  | Інше  | Всього | Всього |
| Сентрал-Кост Марінерс | 2006–07 | 15           | 0            |                   |                   |      |       | 2     | 0     | 17     | 0      |
| Сентрал-Кост Марінерс | 2007–08 | 15           | 0            | 3                 | 0                 |      |       | 3     | 0     | 21     | 0      |
| Сентрал-Кост Марінерс | Всього  | 30           | 0            | 3                 | 0                 | 0    | 0     | 5     | 0     | 48     | 0      |
| Загалом               | Загалом | 437          | 34           | 26                | 3                 | 19   | 0     | 16    | 0     | 498    | 39     |

1 Кубок Футбольної ліги, Кубок шотландської ліги та Передсезонний кубок виклику

### Збірна
| Австралія | Австралія | Австралія |
| Рік       | Ігор      | Голів     |
| --------- | --------- | --------- |
| 1991      | 2         | 0         |
| 1992      | 5         | 0         |
| 1993      | 6         | 0         |
| 1994      | 6         | 0         |
| 1995      | 4         | 1         |
| 1996      | 1         | 0         |
| 1997      | 13        | 0         |
| 1998      | 0         | 0         |
| 1999      | 0         | 0         |
| 2000      | 3         | 0         |
| 2001      | 13        | 1         |
| 2002      | 0         | 0         |
| 2003      | 3         | 0         |
| 2004      | 10        | 1         |
| 2005      | 9         | 0         |
| 2006      | 1         | 0         |
| Всього    | 76        | 3         |

#### Голи за збірну
| 1        | 18 червня 1995 | Сіднейський футбольний стадіон, Сідней, Австралія  | Гана               | 1–0  | 2–1  | Товариський матч     |
| 2        | 9 квітня 2001  | BCU International Stadium, Коффс-Гарбор, Австралія | Тонга              | 16–0 | 22–0 | Відбір на ЧС-2002    |
| 3        | 12 жовтня 2004 | Сіднейський футбольний стадіон, Сідней, Австралія  | Соломонові Острови | 3–0  | 6–0  | Кубок націй ОФК 2004 |
| Джерело: |                |                                                    |                    |      |      |                      |

## Досягнення
У складі Австралії:
- Кубок конфедерацій: 1997 (2 місце)
- Кубок конфедерацій: 2001 (3 місце)
- Кубок націй ОФК: 2004

У складі «Сентрал-Кост Марінерс»:
- Переможець регулярної першості A-Ліги: 2007–08

У складі «Рейнджерс»:
- Чемпіон Шотландії: 1998–99, 1999–2000
- Володар Кубка Шотландії: 1998–99, 1999–2000, 2001–02
- Володар Кубка шотландської ліги: 1998–99, 2001–02

У складі «Аделаїда Сіті»:
- Переможець Національної футбольної ліги: 1991–92, 1993–1994